# David Bowe (Schauspieler)
David Bowe (* 4. Januar 1964 in Los Angeles, Kalifornien) ist ein US-amerikanischer Schauspieler.

## Leben
Bowe begann seine Karriere Mitte der 1980er Jahre mit einem Gastauftritt in der Fernsehserie Ein Engel auf Erden. Sein Spielfilmdebüt hatte er 1987 in der Komödie High-Life am Strand an der Seite von Frankie Avalon. Seine bislang größte Filmrolle spielte er 1989 neben Weird Al Yankovic in der Komödie UHF – Sender mit beschränkter Hoffnung, wo er als dessen bester Freund und Geschäftspartner Bob zu sehen war. In der Folge hatte er einige kleine bis mittelgroße Rollen in erfolgreichen Hollywoodfilmen, darunter Air America, Eine Frage der Ehre, Made in America und The Rock – Fels der Entscheidung. Seit Ende der 1990er Jahre erhielt er nur noch selten Filmrollen, stattdessen trat er nun wieder vermehrt im Fernsehen auf und wirkte unter anderem in Gastrollen in verschiedenen Serien wie Dr. House, Mad Men und Grey’s Anatomy mit.

## Filmografie (Auswahl)

### Fernsehen
- 1986: Ein Engel auf Erden
- 1994: Beverly Hills, 90210 (Staffel 5)
- 1995: Die Nanny (1 Folge)
- 1998: Star Trek: Deep Space Nine
- 1999: Akte X – Die unheimlichen Fälle des FBI
- 2000: Diagnose: Mord
- 2005: CSI: Vegas
- 2006: Criminal Minds
- 2007: Dr. House
- 2008: Boston Legal
- 2008: Emergency Room – Die Notaufnahme
- 2008: Mad Men
- 2009: Bones – Die Knochenjägerin
- 2009: Grey’s Anatomy
- 2011: The Mentalist
- 2011: Zeit der Sehnsucht

### Film
- 1989: UHF – Sender mit beschränkter Hoffnung
- 1990: Air America
- 1990: Ford Fairlane – Rock ’n’ Roll Detective (The Adventures of Ford Fairlane)
- 1991: For the Boys – Tage des Ruhms, Tage der Liebe
- 1992: Eine Frage der Ehre
- 1993: Made in America
- 1993: Malice – Eine Intrige
- 1994: Ein himmlischer Irrtum
- 1995: Pfundskerle
- 1996: Cable Guy – Die Nervensäge
- 1996: The Rock – Fels der Entscheidung
- 2003: Im Dutzend billiger
- 2005: Checking Out – Alles nach meinen Regeln
- 2009: Transformers – Die Rache